# Ryan Fredericks
Ryan Marlowe Fredericks (Hammersmith, Londres, Inglaterra, Reino Unido,10 de octubre de 1992) es un futbolista inglés. Juega de defensa y se encuentra sin equipo tras abandonar el AFC Bournemouth.

## Trayectoria
Se unió a la academia del Tottenham Hotspur en julio de 2009. Aunque se lesionó tempranamente en su carrera, progresó mucho en la academia, firmando un contrato profesional con el club en julio de 2010. En julio de 2011, Fredericks fue premiado con un nuevo contrato con el club.
Estuvo en el banquillo del Tottenham en febrero de 2010, en la victoria ante el Leeds United en el replay de la cuarta ronda de la FA Cup. Un año después, Fredericks debutó con el Tottenham, el 25 de agosto de 2011, contra el Hearts, donde jugó de mediocampista por la derecha. Hizo su debut junto a Tom Carroll y Harry Kane. Fredericks jugó de nuevo con el Tottenham dos años más tarde, siendo titular en el último partido de la fase de grupos de la Europa League, donde ganó un penal a favor, ejecutado por Roberto Soldado, jugador que esa noche conseguía un hat-trick, en la victoria por 4-1 sobre el Anzhi Makhachkala el 12 de diciembre de 2013. En enero de 2014, Fredericks firmó un contrato con el Tottenham Hotspur que lo mantendría en el club hasta el 2016.
El 10 de agosto de 2012 se fue a préstamo al Brentford F. C. de la League One. Hizo su debut al día siguiente en la victoria 1-0 sobre el Walsall en la Copa de la Liga. Debutó en la liga el 18 de agosto, en el empate sin goles ante el Bury F. C. Hizo su debut como local el 22 de septiembre, en la victoria por la mínima ante el Oldham Athletic. El Tottenham tomó la decisión de llamar de vuelta a Fredericks a su plantel el 25 de octubre de 2012. Fredericks se refirió acerca de su tiempo en Brentford, y dice que su paso lo benefició como el jugador que es ahora.
El 17 de enero de 2014 se unió al Millwall F. C. de la EFL Championship, por un préstamo de tres meses. Debutó al día siguiente, en un encuentro como local ante el Ipswich Town, donde marcó el único gol del partido con una vaselina desde la banda derecha. Después de dos partidos jugados, el préstamo de Fredericks en Millwall fue extendido hasta el final de la temporada. Frederick se volvió un regular en el primer equipo en la posición de lateral derecho, jugando 14 partidos. 
El 28 de agosto de 2014 se unió al Middlesbrough por un préstamo de una temporada. Fue regular en el primer equipo dirigido por Aitor Karanka, debido a la lesión de Damià Abella. Su debut en liga llegó el 20 de septiembre de 2014, donde jugó los 90 minutos frente a su anterior club, el Brentford, en la victoria por 4-0 del Middlesbrough. Sufrió una lesión durante un partido ante el Blackburn Rovers, y estuvo fuera durante un mes. Volvió de su lesión en la victoria por 1-0 sobre el Brentford el 31 de enero de 2015. Después de registrar seis partidos jugados en nueve encuentros del club entre febrero y marzo, Fredericks sufrió una lesión en el muslo, durante un encuentro contra el Nottingham Forest el 7 de marzo de 2015. Después de su regreso a los entrenamientos a principios de abril, Fredericks regresó a las canchas el 25 de abril de 2015, jugando el primer tiempo en la derrota por 4-3 ante el Fulham. Al terminar su préstamo, Fredericks registró 17 encuentros jugados con el Middlesbrough antes de regresar al Tottenham.
El 6 de agosto de 2015 fue transferido al Bristol City, firmando un contrato de tres años, y se le fue dado el dorsal veinte para la nueva temporada. Fredericks declaró que el estilo de juego "abierto y ofensivo" del club lo motivó a unirse. Fredericks debutó con el Bristol City en el juego inaugural de la temporada, donde jugó de mediocampista derecho cambiando a veces al lado izquierdo, en la derrota de visita por 2-0 ante el Sheffield Wednesday. Sin embargo, después de solo 26 días en el club y registrando solo cinco partidos jugados en todas las competiciones, se reportó que Fredericks tenía intenciones de dejar el Bristol City, declarando razones personales y que tenía que regresar a Londres a un "Unnamed side", que más tarde fue revelado que era el Fulham.

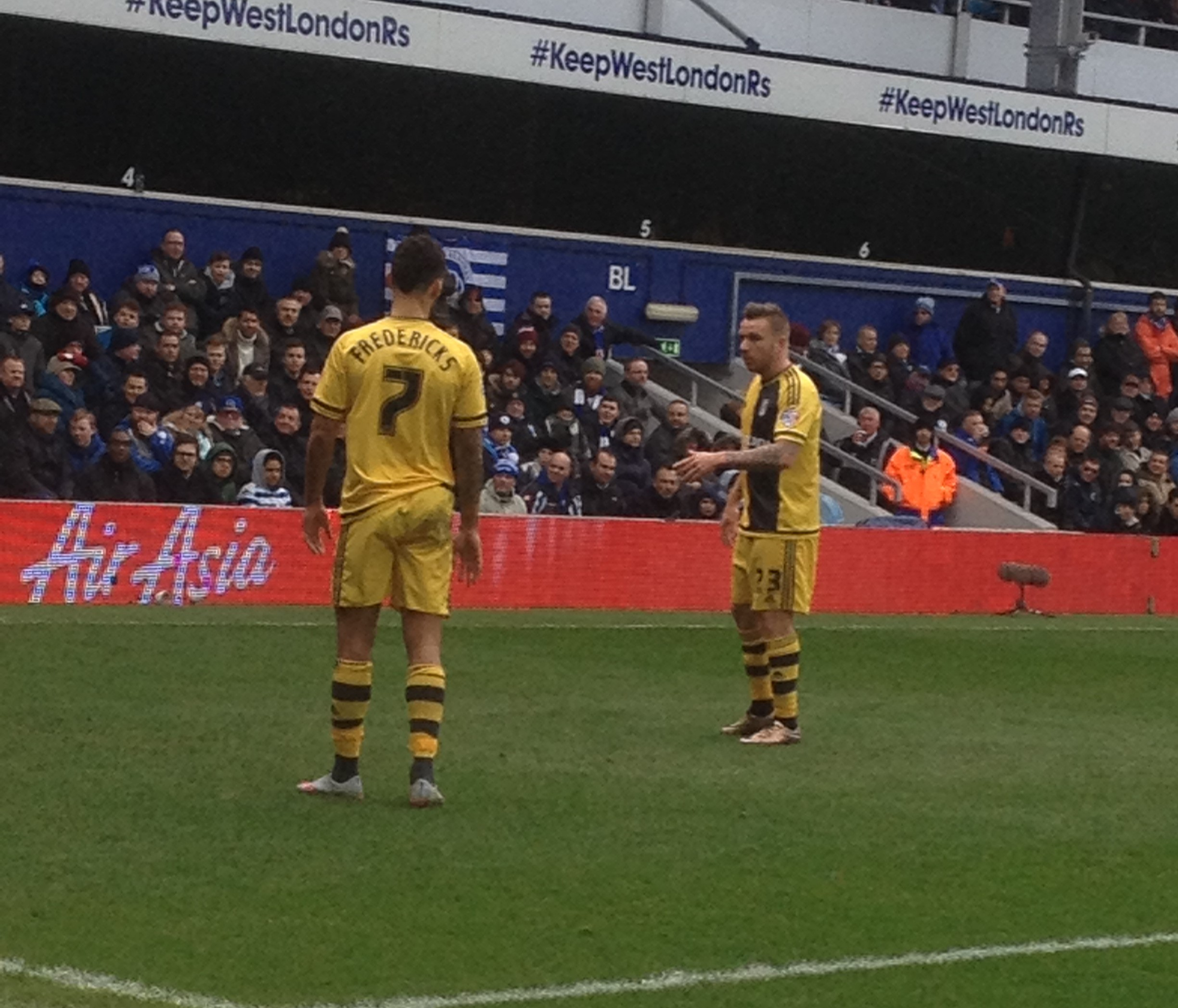
Ryan Fredericks (dorsal 7) jugando con el Fulham.

Se unió al Fulham para jugar en la Championship en un contrato de tres años el 31 de agosto de 2015, como agente libre.
Debutó con el Fulham, entrando en el minuto 62 por Ben Pringle, en la victoria por 2-1 ante el Blackburn Rovers el 13 de septiembre de 2015. Él fue una opción jugando como lateral derecho así como mediocampista por la derecha, cada vez que entraba a la cancha. A pesar de sufrir lesiones durante la temporada 2015-16, Fredericks sumó 36 partidos jugados con el Fulham en su primera temporada. 
En la temporada 2016-17 se pasó todo el principio de esta con una lesión en el tobillo y fue baja entre 10 a 12 semanas y sometido a cirugía. No fue hasta el 18 de octubre de 2016 cuando regresó al primer equipo, siendo titular como lateral derecho en el empate 2-2 ante el Norwich City. Desde el regreso de su lesión, se ganó un puesto en el once inicial en la posición de lateral derecho. En un partido contra el Wolverhampton Wanderers el 10 de diciembre de 2016, Fredericks brilló con el Fulham cuando anotó dos goles en el empate 4-4. Siete días después, el 17 de diciembre de 2016, sumó una asistencia en el partido contra el Derby County, para Floyd Ayité, en el empate 2-2. Tres semanas después, el 8 de enero de 2017, Fredericks jugó otro papel importante contra el Cardiff City en la tercera ronda de la FA Cup, anotando el empate en la victoria por 2-1, su actuación le valió ser nombrado jugador del partido. Sin embargo, en un encuentro contra el Birmingham City el 4 de febrero de 2017, fue expulsado por una entrada a destiempo sobre Craig Gardner, en la derrota por 1-0. Luego de una suspensión de tres partidos, Fredericks continuó con su lugar de titular como lateral derecho por el resto de la temporada. También jugó ambos encuentros de play-offs, que ganó el Reading 2-1 en el global. El rendimiento de Fredericks fue elogiado durante la temporada, debido a su promedio de pases y ritmo. Al final de la temporada 2016-17 registró 34 partidos jugados en todas las competiciones. 
En la temporada 2017-18 continuó con su lugar de lateral derecho al principio de esta. Esto continuó hasta que sufrió una lesión en el pie que lo hizo perderse un partido. Luego de regresar de su lesión, jugó contra el Aston Villa el 21 de octubre de 2017, y continuó asegurando su titularidad en el equipo. Su actuación con el club en esta temporada atrajo la atención de muchos clubes como Swansea City y Stoke City, pero se quedó en el Fulham después del periodo de fichajes de invierno. Sus contribuciones ayudaron para qu ele Fulham llegara a los play-offs y lograr un lugar en la Premier League, luego de vencer al Aston Villa 1-0 en la final, donde fue titular hasta el minuto 83 cuando fue sustituido. Por su actuación, Fredericks fue nombrado en el equipo del año de la EFL Championship en abril de 2018, junto con sus compañeros de equipo Ryan Sessegnon y Tom Cairney. También fue parte del Championship Team of the Season. Al final de la temporada 2017-18, Fredericks completó 48 partidos jugados en todas las competencias.
Al final de la temporada 2017-18, cuando su contrato con el Fulham estaba terminando, insinuó quedarse en el club.
El 5 de junio de 2018 llegó al West Ham United F. C. como agente libre, firmando un contrato por cuatro años. Debutó con los Hammers el 12 de agosto en la derrota por 4-0 ante el Liverpool F. C. Marcó su primer gol con el West Ham en la victoria 8-0 al Macclesfield Town en la EFL Cup el 26 de septiembre de 2018.

## Selección nacional
Fredericks jugó un partido con la selección inglesa sub-19 en 2011, en la derrota por 3-0 ante Países Bajos. Fredericks además es convocable para representar a Guyana.

## Estadísticas
Actualizado al último partido disputado el 11 de marzo de 2023.
| Tottenham Hotspur F. C. Inglaterra           | 1.ª           | 2011-12       | 0   | 0 | 0  | 0 | 3 | 0 | 3   | 0 |
| Brentford F. C. Inglaterra                   | 3.ª           | 2012-13       | 4   | 0 | 1  | 0 | ― | ― | 5   | 0 |
| Brentford F. C. Inglaterra                   | Total club    | Total club    | 4   | 0 | 1  | 0 | 0 | 0 | 5   | 0 |
| Tottenham Hotspur F. C. Inglaterra           | 1.ª           | 2013-14       | 0   | 0 | 0  | 0 | 1 | 0 | 1   | 0 |
| Tottenham Hotspur F. C. Inglaterra           | Total club    | Total club    | 0   | 0 | 0  | 0 | 4 | 0 | 4   | 0 |
| Millwall F. C. Inglaterra                    | 2.ª           | 2013-14       | 14  | 1 | ―  | ― | ― | ― | 14  | 1 |
| Millwall F. C. Inglaterra                    | Total club    | Total club    | 14  | 1 | 0  | 0 | 0 | 0 | 14  | 1 |
| Middlesbrough F. C. Inglaterra               | 2.ª           | 2014-15       | 17  | 0 | 2  | 0 | ― | ― | 19  | 0 |
| Middlesbrough F. C. Inglaterra               | Total club    | Total club    | 17  | 0 | 2  | 0 | 0 | 0 | 19  | 0 |
| Bristol City F. C. Inglaterra                | 2.ª           | 2015-16       | 4   | 0 | 1  | 0 | ― | ― | 5   | 0 |
| Bristol City F. C. Inglaterra                | Total club    | Total club    | 4   | 0 | 1  | 0 | 0 | 0 | 5   | 0 |
| Fulham F. C. Inglaterra                      | 2.ª           | 2015-16       | 32  | 0 | 0  | 0 | ― | ― | 32  | 0 |
| Fulham F. C. Inglaterra                      | 2.ª           | 2016-17       | 32  | 0 | 2  | 0 | ― | ― | 34  | 0 |
| Fulham F. C. Inglaterra                      | 2.ª           | 2017-18       | 47  | 0 | 1  | 0 | ― | ― | 48  | 0 |
| Fulham F. C. Inglaterra                      | Total club    | Total club    | 111 | 0 | 3  | 0 | 0 | 0 | 114 | 0 |
| West Ham United Inglaterra                   | 1.ª           | 2018-19       | 15  | 1 | 3  | 1 | ― | ― | 18  | 2 |
| West Ham United Inglaterra                   | 1.ª           | 2019-20       | 27  | 0 | 1  | 0 | ― | ― | 28  | 0 |
| West Ham United Inglaterra                   | 1.ª           | 2020-21       | 14  | 1 | 2  | 0 | ― | ― | 16  | 1 |
| West Ham United Inglaterra                   | 1.ª           | 2021-22       | 7   | 0 | 3  | 0 | 5 | 0 | 15  | 0 |
| West Ham United Inglaterra                   | Total club    | Total club    | 63  | 2 | 9  | 1 | 5 | 0 | 77  | 3 |
| AFC Bournemouth Inglaterra                   | 1.ª           | 2022-23       | 12  | 0 | 1  | 0 | ― | ― | 13  | 0 |
| AFC Bournemouth Inglaterra                   | 1.ª           | 2023-24       | 0   | 0 | 0  | 0 | ― | ― | 0   | 0 |
| AFC Bournemouth Inglaterra                   | Total club    | Total club    | 12  | 0 | 1  | 0 | 0 | 0 | 13  | 0 |
| Total carrera                                | Total carrera | Total carrera | 225 | 3 | 17 | 1 | 9 | 0 | 251 | 4 |
| (1) Incluye datos de Liga Europa de la UEFA. |               |               |     |   |    |   |   |   |     |   |

## Vida personal
Antes de unirse al Fulham, Fredericks reveló que había sido campeón de distrito en 100 m y salto triple, y que cuando era joven tuvo ofertas de becas escolares deportivas.